# Stublenica
Stublenica (Servisch cyrillisch Стубленица) is een plaats in de Servische gemeente Ub. De plaats telt 999 inwoners (2002).